# Cut Off (Stati Uniti d'America)
Cut Off è un census-designated place della parrocchia di Lafourche, Louisiana. Gli abitanti al censimento del 2000 erano 5.635; esso è parte della metropolitan statistical area Houma–Bayou Cane–Thibodaux.